# جيم بريدينستاين
جيمس فريدريك بريدينستاين (بالإنجليزية: James Frederick Bridenstine)‏ (ولد في 15 يونيو 1975) هو سياسي أمريكي ومدير الإدارة الوطنية للملاحة الجوية والفضاء (ناسا).